# مود غون
مود غون (بالإنجليزية: Maud Gonne)‏ (مواليد 21 ديسمبر 1866 في إنجلترا - الوفاة 27 أبريل 1953)، هي ثائرة ومناضلة من أجل حق التصويت وممثلة أيرلندية من أصول إنجليزية وأيرلندية. اشتهرت بمواقفها المؤيدة للقومية الأيرلندية خلال حرب الأرض. كما كانت ناشطة للمطالبة بحكمٍ ذاتي في أيرلندا.

## روابط خارجية
- مود غون على موقع الموسوعة البريطانية (الإنجليزية)